# Kostel svatého Václava (Louka)
Kostel svatého Václava je zaniklý kostel v Louce, části obce Nová Ves v okrese Sokolov v Karlovarském kraji.

## Historie
Barokní kostel menších rozměrů byl postaven podle návrhu neznámého architekta v letech 1725–1728. K položení základního kamene kostela došlo 26. května 1728. Spadal farou pod kostel sv. Petra a Pavla v Mnichově. Teprve v roce 1788 byla v těsné blízkosti kostela postavena fara a vznikla samostatná farnost Louka. Část vybavení získal kostel roku 1789 z minoritského kláštera ve Stříbře, zrušeného patentem Josefa II. v roce 1785. V letech 1850–1853 byl kostel přestavěn v pseudorománském slohu loketským stavitelem Josefem Scherbaumem. Po druhé světové válce došlo k odsunu německého obyvatelstva. Obec Louka se octla na území nově vzniklého Vojenského výcvikového prostoru Prameny. Kostel přestal plnit svou funkci a v roce 1950 byl zrušen. Po odchodu armády z výcvikového prostoru došlo ještě k opravě stavby, která pak byla využívána státními statky jako seník. Stavba však bez další údržby chátrala a v roce 1987 došlo k její demolici. Pozemek zaniklého kostela patří církvi. Na místě kostela roste skupina stromů a stojí autobusová zastávka.

## Stavební podoba
Kostel byl jednolodní stavba na obdélném půdorysu se zkosenými nárožími s užším, odsazeným, obdélným, trojboce uzavřeným presbytářem. Původně šindelová krytina střechy byla roku 1960 nahrazena bobrovkami. V době pseudorománské přestavby v letech 1850–1853 byla k západnímu průčelí přistavena zcela nová hranolová věž završená vysokou štíhlou oplechovanou osmibokou jehlancovou střechou s makovicí a křížem na vrcholu. Stěny věže byly členěny římsami do tří pater a byly prolomeny menšími obdélnými, polokruhově zakončenými okny. Pod štítem věže se nacházely na všech stranách kruhové plechové ciferníky věžních hodin z 19. století. V přízemí věže se nacházela zaklenutá předsíň. Vnější stěny kostela byly členěny nárožními pilastry s jednoduše zdobenými hlavicemi, při severozápadním nároží lodi zdvojenými, vynášejícími jednoduchou profilovanou pásovou římsu, zdobenou na spodní straně obloučkovým vlysem. Plochostropá loď byla od presbytáře oddělena polokruhovým triumfálním obloukem na hranolových pilířích.

### Interiér
Převážně barokní vybavení pocházelo ze 17. a 18. století z některého z kostelů tepelského klášterního okrsku. Umělecky hodnotný byl zejména bohatě vyřezávaný hlavní oltář se sloupcovou architekturou retabula. Pocházel z druhé poloviny 17. století. Mohutné postranní sloupy byly tordované (spirálově stočené). Oltářní plátno s obrazem svatého Václava s praporem je nejspíš mladšího data, pravděpodobně z doby přestavby kostela. Na obdélném nástavci oltáře byla po stranách zavěšena barokní olejomalba Korunování Panny Marie. Součástí oltáře byly dřevěné barokní plastiky, umístěné na bočních ochozech. Na evangelní straně stály sochy svatého Jana Nepomuckého, svatého Václava a svatého Petra, na epištolní straně svatého Pavla, svatého Víta a svatého Ondřeje. Plastiky pocházely z přelomu 17. a 18. století. Postranní oltáře před triumfálním obloukem pocházely ze stejné dílny, jako hlavní oltář. Na evangelní straně stál mariánský oltář, na epištolní straně oltář Srdce Ježíšova. Plastiky těchto oltářů pocházely z konce 19. století. K inventáři patřila zdobená kazatelna a křtitelnice vyrobená z hadce. Na stěnách lodi bývaly mezi okny zavěšeny obrazy křížové cesty. Na kruchtě stály varhany o 12 rejstřících. Nepodařilo se zjistit, kam bylo po druhé světové válce přemístěno vybavení kostela. Jako nejpravděpodobnější se jeví možnost, že bylo rozmístěno do několika kostelů ve středních Čechách. Ve věži kostela býval zavěšen zvon z roku 1868, který odlil v Tyrolsku Johann Grassmayr. Další dva zvony byly z roku 1928 od zvonaře Richarda Herolda z Chomutova.